# Trachycystis pellucida
Trachycystis pellucida là một loài Rêu trong họ Mniaceae. Loài này được (R.S. Williams) Holz. & Frye mô tả khoa học đầu tiên năm 1921.